# 1904 Massevitch
1904 Massevitch eller 1972 JM är en asteroid i huvudbältet som upptäcktes den 9 maj 1972 av den ryska astronomen Tamara Smirnova vid Krims astrofysiska observatorium på Krim. Den har fått sitt namn efter Alla Massevitch.
Asteroiden har en diameter på ungefär 13 kilometer.